# Krystyna Kukułczanka
Krystyna Kukułczanka (ur. 20 lipca 1925 w Chodzieży, zm. 5 grudnia 2014 we Wrocławiu) – polska uczona, botaniczka specjalizująca się w fizjologii rozwoju roślin, kulturach tkankowych oraz uprawie roślin tropikalnych i subtropikalnych. Kierowniczka wrocławskiego Ogrodu Botanicznego w latach 1972–1980. Uznawana za autorytet w dziedzinie rozmnażania roślin ozdobnych w szkle.

## Życiorys
Urodziła się w rodzinie Czesława Kukułki, dyrektora handlowego chodzieskiej fabryki fajansu i jego żony Czesławy z Kicińskich. Ojciec brał udział w wyzwalaniu Lwowa (1919–1920), a matka uczestniczyła w powstaniu wielkopolskim. Miała siostrę Barbarę. Po wybuchu II wojny światowej ojciec został wzięty do niewoli niemieckiej, gdzie zginął zimą na przełomie 1939 i 1940 roku. Okres wojny przeżyła w bardzo ciężkich warunkach, w latach 1942–1945 pracowała jako pomoc biurowa. W 1947 r. zdała maturę i wyjechała razem z matką i siostrą do Wrocławia, gdzie rozpoczęła studia na Wydziale Rolnym tamtejszego Uniwersytetu. Ukończyła je w 1951 uzyskując tytuł magistra nauk agrotechnicznych i inżyniera ogrodnika. 
Rok później rozpoczęła pracę w Katedrze Ogrodnictwa Wyższej Szkoły Rolniczej we Wrocławiu. W 1953 otrzymała etat starszego asystenta Stacji Badawczej Instytutu Hodowli i Aklimatyzacji Roślin w Smolicach i pracowała tam przez trzy lata. W kwietniu 1956 rozpoczęła pracę w Ogrodzie Botanicznym Uniwersytetu Wrocławskiego i była z nim związana przez resztę życia zawodowego. Do 1962 roku była starszym asystentem, obroniła wówczas napisaną pod kierunkiem prof. Bolesława Świętochowskiego pracę doktorską na temat żywienia NKP astra chińskiego i została na uczelni adiunktem. W 1970 r. przedstawiła pracę habilitacyjną o fizjologii bulw frezji i uzyskała etat docenta. Zajmowała się kolekcjami roślin tropikalnych i subtropikalnych, przyczyniła się do znacznego ich rozwoju. W 1970 roku utworzyła Pracownię Kultur Tkankowych. W 1972 r. otrzymała nominację na kierownika Ogrodu Botanicznego, rok później doprowadziła do wydzielenia go z dotychczasowych struktur i powołania jako samodzielnej jednostki w ramach Wydziału Nauk Przyrodniczych, a następnie do powołania Rady Naukowej Ogrodu Botanicznego. Funkcję kierownika pełniła do 1980 r. W kwietniu 1981 r. uzyskała tytuł profesora nadany przez Radę Państwa. W 1995 r. przeszła na emeryturę. 
Zmarła 5 grudnia 2014 r. we Wrocławiu. Spoczywa na cmentarzu Grabiszyńskim we Wrocławiu.

## Działalność naukowa
Specjalizowała się w zakresie kultur tkankowych, prowadziła badania nad regeneracją i morfogenezą roślin w kulturach in vitro. W założonej przez nią Pracowni Kultur Tkankowych Ogrodu Botanicznego rozmnażano szereg gatunków roślin, w tym storczyków, bromelii i roślin owadożernych. Pomiędzy 1957 a 1996 rokiem opublikowała 173 prace oraz jedną monografię pt. Frezje. Od 1973 r. przez dwanaście lat prowadziła badania nad rozmnażaniem storczyków, a ich wyniki zostały wprowadzone do produkcji ogrodniczej. W zakresie biotechnologii z grona jej studentów dwudziestu uzyskało tytuł magistra, sześciu tytuł doktora a jeden student przedstawił pracę habilitacyjną.
Odbyła wiele staży zagranicznych w tym w Niemczech, Holandii i Anglii. Brała ponadto udział w kongresach naukowych z zakresu ogrodnictwa i kultur tkankowych, a także w licznych sympozjach naukowych w kraju i za granicą.

### Członkostwo
Należała do szeregu towarzystw i organizacji naukowych, w tym:
- Rady Naukowe:
  - Ogrodu Botanicznego Uniwersytetu Wrocławskiego;
  - Ogrodów Botanicznych i Arboretów;
  - Ogrodu Botanicznego Polskiej Akademii Nauk w Powsinie;
  - Instytutu Sadownictwa i Kwiaciarstwa w Skierniewicach;
- Sekcja Ogrodnicza Komitu Badań Naukowych;
- Oddział Stowarzyszenia Inżynierów i Techników Ogrodnictwa (SITO) we Wrocławiu, członek zarządu;
- Ogólnokrajowa Sekcja Storczykowa, przewodnicząca;
- Polskie Towarzystwo Botaniczne;
- Polskie Towarzystwo Genetyczne;
- Polskie Towarzystwo Przyrodników im. Kopernika, członek honorowy;
- Polskie Towarzystwo Miłośników Storczyków, członek honorowy[6];
- International Society for Horticultural Science;
- International Association for Plant Tissue Culture;
- Orchid Group w International Union for Conservation of Nature and Natural Resources;
- European Orchids Committee (1975–1996)[5].

### Wybrane publikacje
- K. Kukułczanka. Amorphophallus rivieri Dur. w Ogrodzie Botanicznym we Wrocławiu. „Wiad. Bot.”. 4 (2), s. 223-226, 1960.
- K. Kukułczanka. Termin kwitnienia a plon kwiatów niektórych jednorocznych roślin ozdobnych. „Biul. Inst. Hod. Akt. Roślin”. 5/6, s. 35-39, 1964.
- Krystyna Kukułczanka. Zmiany modyfikacyjne morfologii Astra chińskiego (Callistephus Chinensis Nees) pod wpływem działania azotu, potasu i fosforu. „Acta Universitatis Wratislaviensis: Prace Botaniczne”. Tom 5, 1965. Państwowe Wydawnictwo Naukowe. ISSN 0524-451X.brak numeru strony
- K. Kukułczanka. Zmiany wielkości kwiatów w kwiatostanach Rhododendron L. „Rocz. Dendrolog.”. 21, s. 219-230, 1967.
- K. Kukułczanka. Metoda kultur merystematycznych w produkcji roślin ozdobnych wolnych od chorób wirusowych. „Prz. Inf. Ziel. Miej. -Inst. Gosp. Kom.”. 1, s. 32-41, 1968.
- Krystyna Kukułczanka: Frezja. Państwowe Wydawnictwo Rolnicze i Leśne, 1970, s. 1-119.
- K. Kukułczanka. Rozmnażanie storczyków z tkanek merystematycznych. „Ogrodnictwo”. 7 (1), s. 16-22, 1970.
- K. Kukułczanka. Regenerative proporties of Saintpaulia inonantha Wendl. leaves cultured in vitro. „Acta Soc. Bot. Pol.”. 41 (4), s. 503-510, 1972.
- K. Kukułczanka. Propagation of aquarium plants of Aponogeton by tissue culture. „Abstracts of XXth International Horticultural Congress, Sydney, Australia”, 1978.brak numeru strony
- K. Kukułczanka. Biological activity of some endogenous growth regulators in shoots of Cymbidium. „Acta Hort.”. 91, s. 405-409, 1979.
- K. Kromer, K. Kukułczanka. In vitro eultures of meristem tips of Canna indica (L.). „Acta Hort.”, s. 279-285, 1985.
- Krystyna Kukułczanka: Kontraktujemy frezje: instrukcja uprawowa. Wydawnictwo Spółdzielcze, 1986. Brak numerów stron w książce
- Krystyna Kukułczanka, Agnieszka Mironowicz, Krzysztof Krasiński, Antoni Siewiński. Transformation of isoprenoids by orchids in tissue culture. „Phytochemistry”. 26 (7), s. 1959-1960, 1987.
- K. Kukułczanka, B. Cząstka. Rozmnażanie wybranych gatunków Droseraceae i utworzenie banku genów w kulturze in vitro. „Pr. OB PAN”. 1, s. 55-61, 1991.

## Nagrody i odznaczenia
- Nagroda Ministra Szkolnictwa Wyższego i Nauki III stopnia za rozprawę habilitacyjną[4];
- Złoty Krzyż Zasługi;
- Krzyż Kawalerski Orderu Odrodzenia Polski;
- Srebrna i Złota Odznaka Naczelnej Organizacji Technicznej (NOT).